# Bernd Benedix
Bernd Benedix (* 27. Februar 1943; † 31. März 2013) war ein deutscher Bildhauer. Er lebte im pfälzischen Edenkoben.

## Leben und Werk
Bernd Benedix wurde 1943 in der ehemaligen DDR geboren. Er studierte an der Kunsthochschule Burg Giebichenstein in Halle. Anfang der 1970er-Jahre gelang ihm unter abenteuerlichen Umständen die Flucht aus der ehemaligen DDR. Der Maler und Grafiker Hubert Gems stellte den Stadtgeschichtsbrunnen in Schifferstadt mit Bernd Benedix in dessen Speyerer Atelier her. In vier Teilen erhielt das Schmuckstück in Remchingen–Nöttingen seinen Bronzeguss. Der Brunnen wiegt rund eine Tonne, sein Durchmesser beträgt fünf Meter, seine Höhe 1,70 Meter. Am 30. Oktober 1981 wurde das Modell des Brunnens vorgestellt. Im Jahr 1982 wurde der Brunnen offiziell aufgestellt.
Im Jahre 1983 wurde Benedix Träger des Pfalzpreises für Bildende Kunst.
Am 31. März 2013 verstarb Bernd Benedix im Alter von 70 Jahren. Ein Nachruf charakterisiert ihn so: „Er trotzte aller Hektik dieser Zeit mit einer ausgesprochen stoischen Willensstärke“.

## Auszeichnungen
- 1983: Pfalzpreis für Bildende Kunst des Bezirksverbandes Pfalz[5]

## Ausstellungen
- 1987: Bernd Benedix, Skulpturen: 15. März-20. April 1987, Pfalzgalerie, Kaiserslautern, von Bernd Benedix, Pfalzgalerie Kaiserslautern, 1987[6]
- 1988: Bernd Benedix – Jürgen Liefmann, Kunstverein Speyer